# Seninho
Joaquim Arsénio Rodrigues Jardim, conosciuto come Seninho (Sá da Bandeira, 1º giugno 1949 – Porto, 4 luglio 2020), è stato un calciatore portoghese, di ruolo attaccante.

## Carriera

### Club
Esordì nella rosa del Porto nel corso della stagione 1969-1970, ricoprendo ruoli da comprimario o da riserva sino al campionato 1975-1976, durante il quale riuscì a trovare spazio come titolare. A partire dal 1978 Seninho militò nella NASL, inizialmente nei New York Cosmos (con cui vinse tre titoli nazionali) e poi, a partire dal 1982, nel Chicago Sting fino alla stagione 1984, al termine della quale decise di ritirarsi dal calcio giocato.

### Nazionale
Conta quattro presenze in nazionale portoghese tra il 1976 e il 1978.

## Statistiche

### Presenze e reti nei club
| Stagione             | Squadra              | Campionato           | Campionato | Campionato |
| Stagione             | Squadra              | Comp                 | Pres       | Reti       |
| -------------------- | -------------------- | -------------------- | ---------- | ---------- |
| 1969-1970            | Porto                | PD                   | 18         | 6          |
| 1970-1971            | Porto                | PD                   | 1          | 0          |
| 1971-1972            | Porto                | PD                   | 15         | 0          |
| 1972-1973            | Porto                | PD                   | 0          | 0          |
| 1973-1974            | Porto                | PD                   | 0          | 0          |
| 1974-1975            | Porto                | PD                   | 7          | 0          |
| 1975-1976            | Porto                | PD                   | 25         | 10         |
| 1976-1977            | Porto                | PD                   | 26         | 4          |
| 1977-1978            | Porto                | PD                   | 29         | 4          |
| Totale Porto         | Totale Porto         | Totale Porto         | 114        | 24         |
| 1978                 | N.Y. Cosmos          | NASL                 | 5          | 0          |
| 1979                 | N.Y. Cosmos          | NASL                 | 19         | 3          |
| 1980                 | N.Y. Cosmos          | NASL                 | 14         | 2          |
| 1981                 | N.Y. Cosmos          | NASL                 | 19         | 6          |
| 1982                 | N.Y. Cosmos          | NASL                 | 1          | 0          |
| Totale N.Y. Cosmos   | Totale N.Y. Cosmos   | Totale N.Y. Cosmos   | 58         | 9          |
| 1983                 | Chicago Sting        | NASL                 | 24         | 6          |
| 1984                 | Chicago Sting        | NASL                 | 23         | 8          |
| Totale Chicago Sting | Totale Chicago Sting | Totale Chicago Sting | 47         | 14         |
| Totale carriera      | Totale carriera      | Totale carriera      | 219        | 47         |

## Palmarès
- Campionato portoghese: 1

1977-1978
- Coppa del Portogallo: 1

1976-1977
- North American Soccer League: 4

N.Y. Cosmos: 1978, 1980, 1982
Chicago Sting: 1984